# Stan Lathan
Stan Lathan (né le 8 juillet 1945) est un réalisateur et producteur américain.

## Biographie
Stan Lathan est marié avec l'actrice et danseuse de Broadway Eleanor McCoy, et est le père de l'actrice Sanaa Lathan.

## Filmographie

### comme réalisateur
- 1969 : 1, rue Sésame (Sesame Street) (série télévisée)
- 1970 : Say Brother (série télévisée)
- 1971 : Statues Hardly Ever Smile
- 1972 : Sanford and Son (série télévisée)
- 1973 : Save the Children
- 1974 : Amazing Grace (en)
- 1974 : That's My Mama (série télévisée)
- 1975 : Barney Miller (série télévisée)
- 1976 : Almos' a Man (TV)
- 1977 : Huit, ça suffit ! (Eight Is Enough) (série télévisée)
- 1978 : The Trial of the Moke (TV)
- 1978 : Watch Your Mouth (série télévisée)
- 1980 : The Sky Is Gray (TV)
- 1980 : Breaking Away (série télévisée)
- 1981 : The Righteous Apples (série télévisée)
- 1981 : You Were There (série télévisée)
- 1981 : Flamingo Road ("Flamingo Road") (série télévisée)
- 1981 : Capitaine Furillo ("Hill Street Blues") (série télévisée)
- 1981 : The Color of Friendship (TV)
- 1982 : Cotton Club
- 1982 : A House Divided: Denmark Vessey's Rebellion (TV)
- 1982 : Broadway Plays Washington on Kennedy Center Tonight (TV)
- 1984 : A Celebration of Life: A Tribute to Martin Luther King, Jr. (TV)
- 1984 : Beat Street
- 1984 : Booker (TV)
- 1984 : 1st & Ten (série télévisée)
- 1984 : Harry Fox, le vieux renard ("Crazy Like a Fox") (série télévisée)
- 1984 : Deux flics à Miami (Miami Vice) - Saison 1, épisode 10
- 1985 : Go Tell It on the Mountain (en) (TV)
- 1986 : The Redd Foxx Show (série télévisée)
- 1986 : It's Garry Shandling's Show. (série télévisée)
- 1986 : Amen (série télévisée)
- 1986 : Better Days (série télévisée)
- 1987 : Uncle Tom's Cabin (TV)
- 1988 : Sauver un enfant de l'enfer (The Child Saver) (TV)
- 1989 : A Man Called Hawk (série télévisée)
- 1989 : Heart and Soul (TV)
- 1989 : An Eight Is Enough Wedding (TV)
- 1990 : True Colors (série télévisée)
- 1991 : Private Times (TV)
- 1991 : Good Sports (série télévisée)
- 1991 : Roc ("Roc") (série télévisée)
- 1992 : Def Comedy Jam (série télévisée)
- 1992 : Martin (Martin) (série télévisée)
- 1993 : Apollo Theatre Hall of Fame (TV)
- 1994 : Def Comedy Jam: Primetime (TV)
- 1994 : South Central (en) (série télévisée)
- 1995 : Cleghorne! (série télévisée)
- 1995 : Minor Adjustments (en) (série télévisée)
- 1996 : The Steve Harvey Show (The Steve Harvey Show) (série télévisée)
- 1996 : Moesha (Moesha) (série télévisée)
- 1996 : The Rosie O'Donnell Show (série télévisée)
- 2000 : Dave Chappelle: Killin' Them Softly (TV)
- 2002 : It's Black Entertainment (TV)
- 2002 : Russell Simmons Presents Def Poetry (série télévisée)
- 2002 : Cedric the Entertainer Presents (série télévisée)
- 2004 : Dave Chappelle: For What It's Worth (TV)
- 2004 : Second Time Around (en) (série télévisée)
- 2006 : Cedric: Taking You Higher (TV)

### comme producteur
- 1974 : Amazing Grace (en)
- 1992 : Def Comedy Jam (série télévisée)
- 1996 : The Steve Harvey Show (The Steve Harvey Show) (série télévisée)
- 1997 : How to Be a Player
- 2000 : Dave Chappelle: Killin' Them Softly (TV)
- 2001 : Cedric the Coach (TV)
- 2002 : It's Black Entertainment (TV)
- 2002 : Russell Simmons Presents Def Poetry (série télévisée)
- 2002 : Cedric the Entertainer Presents (série télévisée)
- 2003 : Saving Jason (TV)
- 2004 : Russell Simmons Presents: Hip Hop Justice (série télévisée)
- 2004 : Dave Chappelle: For What It's Worth (TV)
- 2004 : The Industry (vidéo)
- 2005 : The History Makers (vidéo)
- 2006 : The Unsuccessful Thug (série télévisée)
- 2006 : Waist Deep
- 2006 : Cedric: Taking You Higher (TV)